# Deer Creek (Minnesota)
Deer Creek – miasto w Stanach Zjednoczonych, w stanie Minnesota, w hrabstwie Otter Tail.